# Vladímir Nikitin (esquiador)
Vladímir Vasílievich Nikitin –en ruso, Владимир Васильевич Никитин– (Kozino, URSS, 14 de julio de 1959) es un deportista soviético que compitió en esquí de fondo. 
Participó en s Juegos Olímpicos de Sarajevo 1984, obteniendo una medalla de plata en la prueba de relevo (junto con Alexandr Batiuk, Alexandr Zavialov y Nikolai Zimiatov). Ganó una medalla de oro en el Campeonato Mundial de Esquí Nórdico de 1982, en la misma prueba.

## Palmarés internacional
| Juegos Olímpicos   | Juegos Olímpicos      | Juegos Olímpicos | Juegos Olímpicos |
| Año                | Lugar                 | Medalla          | Prueba           |
| ------------------ | --------------------- | ---------------- | ---------------- |
| 1984               | Sarajevo (Yugoslavia) | Medalla de plata | Relevo 4 × 10 km |
| Campeonato Mundial |                       |                  |                  |
| Año                | Lugar                 | Medalla          | Prueba           |
| 1982               | Oslo (Noruega)        | Medalla de oro   | Relevo 4 × 10 km |